# デヴィッド・ハートマン
デヴィッド・ハートマン（David Hartman、1935年5月19日 - ）は、アメリカ合衆国ロードアイランド州ポーツケット出身の俳優、テレビ司会者。

## 略歴
デューク大学で経済を学び、卒業後に3年空軍に従軍した。
1975年から1987年まで、アメリカABC放送の朝の情報番組『グッド・モーニング・アメリカ』の番組ホストを勤めた。

## 出演作品
- サンフランシスコ大空港 San Fransisco International Airport (1970)
- 34丁目の奇跡 Miracle on 34th Street (1973)
- もう一つの壁 You'll Never See Me Again (1973)
- 地球の頂上の島 The Island at the Top of the World (1973)